# Bleibuir
Bleibuir ist ein Stadtteil von Mechernich, Kreis Euskirchen, in Nordrhein-Westfalen.
Das Dorf liegt etwa einen Kilometer südlich von Bergbuir. Durch den Ort verläuft die Landesstraße 169, die ihrerseits an die Bundesstraße 265 anschließt.

## Geschichte

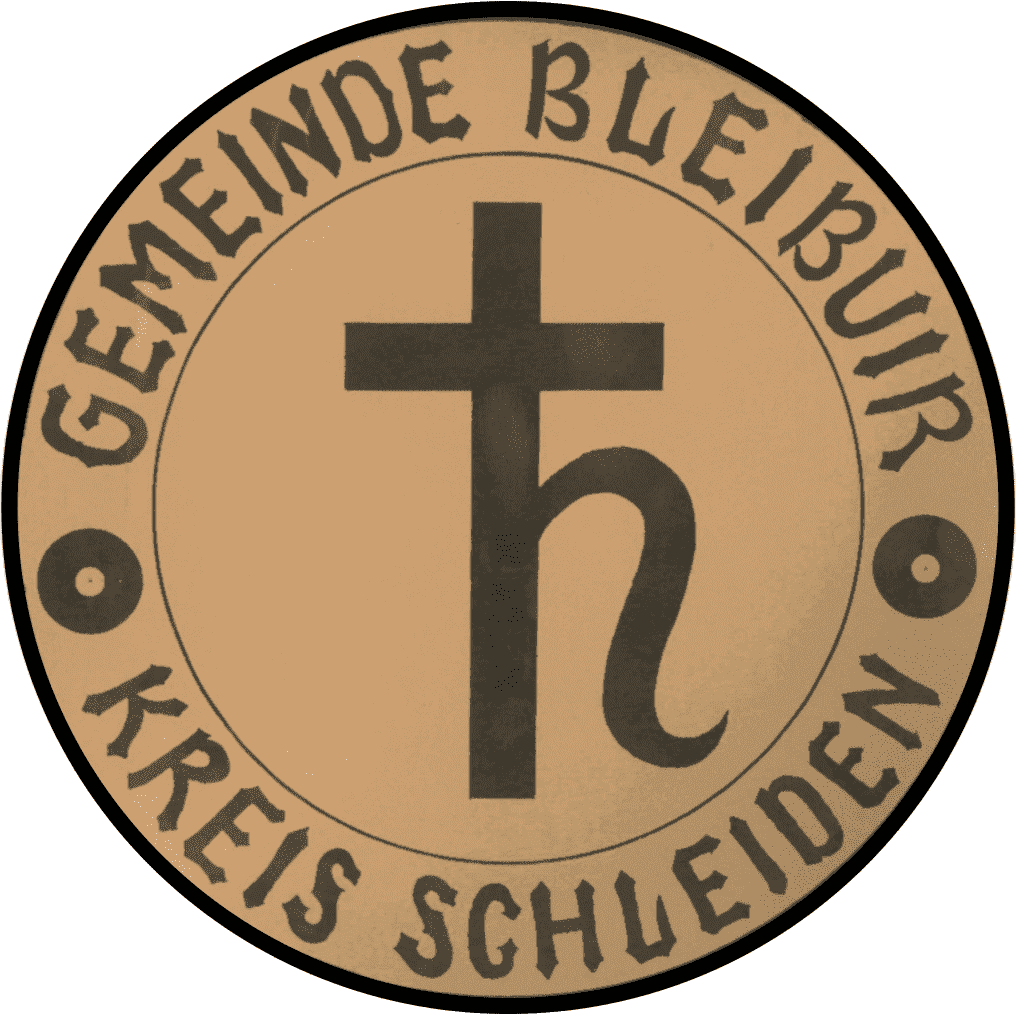
Ehem. Gemeindesiegel

893 wurde der Ort erstmals als Bure im Prümer Urbar urkundlich erwähnt. Wegen seiner Zugehörigkeit zur Herrschaft Schleiden im Mittelalter wurde es auch Schleidenbuere genannt, bis es wegen seines Bleibergbaus dann im Grenzbegang von 1512 Schleidenbuere nune Bleybuer bezeichnet wurde. Im Liber valoris wird ein pastor Burinus erwähnt. Im Volksmund heißt der Ort weiterhin nur Bür. Bis 1969 war Bleibuir eine selbstständige Gemeinde. Die Pfarrkirche St. Agnes, 1873 bis 1898 (Turm) nach Plänen von Vinzenz Statz nach dem Abriss der Vorgängerkirche erbaut, ist Mittelpunkt der umliegenden Dörfer. Die ehemalige Schule ist umgebaut zu einem Dorfgemeinschaftshaus. Als Besonderheit gibt es einen ehemaligen jüdischen Friedhof. 1860 hatte der Ort 48 (14,5 %) jüdische Einwohner.
Seit frühester Zeit wurde in Bleibuir Bleierz abgebaut (bis 1957). Hiervon zeugt das Bleibergwerk „Gute Hoffnung“ und viele Abraumhalden. Der Abbau ist bereits für die Römer belegt, geht aber vermutlich schon auf die Kelten zurück. In der Nähe führte die Römerstraße Trier–Köln an der Ravenley unmittelbar über den Bleiberg.
Am 1. Juli 1969 wurde Bleibuir nach Mechernich eingemeindet.

### Wappen
| Wappen der früheren Gemeinde Bleibuir | Blasonierung: „In Gold (Gelb) das schwarze alchemistische Zeichen für Blei; ein durchgehendes Kreuz mit einem nach unten gebogenen Haken.“ |
| Wappen der früheren Gemeinde Bleibuir | Wappenbegründung: Das von Josef Decku entworfene Wappen wurde am 29. Juni 1962 vom nordrhein-westfälischen Innenminister verliehen. Es ist auch das Planeten-Zeichen des Saturn und bezieht sich hier auf den ersten Teil des Ortsnamens "Blei". |

## Verkehr
Die VRS-Buslinie 897 der Firma Karl Schäfer Omnibusreisen verbindet den Ort mit Mechernich und Voißel. Die Fahrten verkehren überwiegend als TaxiBusPlus im Bedarfsverkehr.
| Linie | Verlauf |
| ----- | --- |
| 897   | MiKE (außer im Schülerverkehr): (Roggendorf – Denrath – Wallenthal –) Voißel – Wielspütz – Bergbuir – Bleibuir – Bescheid – Lückerath – Schützendorf – (Denrath –) Strempt – Mechernich Bf – Mechernich Stiftsweg |